# Династија Источни Ђин
Под вођством С-ма Руија династија Ђин је 317. год. успоставила нову престоницу у јужном делу Кине, у граду Ђианкангу (данашња покрајина Ђангсу). Ривалске Ву Ху државе на северу нису признавале легитимност ове династије и звале су је Лангје.
Династију су ослабиле побуне генерала попут Ванг Дуна и Су Јуна, но Битка на реци Феј 383. год. против снага Раног Ћина (који је накратко ујединио северну Кину од 351—394. год.), захваљујући краткотрајној сарадњи канцелара Сје Ана и генерала Хуан Чонга. Брат Хуана Чонга, велики генерал Хуан Вен, је 403. год. накратко узурпирао престол где је за цара поставио свог сина Хуан Xуана и променио име династије у Чу, али га је убио генерал Лију Ју 404. год., који је престол вратио цару Ану. Међутим, сматрајући да је довољно осигурао власт, Ли Ју је цара Ана 419. год. дао задавити и на његово место поставио његова брата који је накратко владао као Цар Гунг из династије Ђин. Он је био приморан абдицирати у корист Цар Лију Сунг из династије Сунг, оснивача династије Лију Сунг.

### Списак владара династије Источни Ђин
| Постхумно име                            | Храмовно име                   | Лично име                            | Владарско име                                    | Период владавине         |
| ---------------------------------------- | ------------------------------ | ------------------------------------ | ------------------------------------------------ | ------------------------ |
| Конвенција за навођење: постхумно име.   |                                |                                      |                                                  |                          |
| Цар Јуен 元帝 (Yuándì)                   | Џунг-цунг 中宗 (Jìn Zhōngzōng) | С’-ма Жуи 司马睿 (Sīmǎ Ruì)          | Ђијен-ву (建武) Да-сјинг (大兴) Јунг-чанг (永昌) | 317-318 -321 -322.       |
| Цар Минг 明帝 (Míngdì)                   | Су-цунг 肃宗 (Sùzōng)          | С’-ма Шао 司马绍 (Sīmǎ Shào)         | Јунг-чанг (永昌) Таи-нинг (太宁)                 | 322-323 -325.            |
| Цар Ченг 成帝 (Chéngdì)                  | Сјен-цунг 显宗 (Xiǎnzōng)      | С’-ма Јен 司马衍 (Sīmǎ Yǎn)          | Таи-нинг (太宁) Сјен-х’ (咸和) Сјен-канг (咸康)  | 325 326-334 335-342.     |
| Цар Канг 康帝 (Kāngdì)                   | нема                           | С’-ма Јуе 司马岳 (Sīmǎ Yuè)          | Ђијен-јуан (建元)                                | 343-344.                 |
| Цар Му 穆帝 (Mùdì)                       | Сјао-цунг 孝宗 (Jìn Xiàozōng)  | С’-ма Дан 司马聃 (Sīmǎ Dān)          | Јунг-х’ (永和) Шенг-пинг (升平)                  | 345-356 357-361.         |
| Цар Аи 哀帝 (Āidì)                       | нема                           | С’-ма Пи 司马丕 (Sīmǎ Pī)            | Лунг-х’ (隆和) Сјинг-нинг (兴宁)                 | 362-363 -365.            |
| Цар Феи 废帝 (Fèidì)                     | нема                           | С’-ма Ји 司马奕 (Sīmǎ Yì)            | Таи-х’ (太和)                                    | 365-371.                 |
| Цар Ђијен-вен 简文皇帝 (Jiǎnwén huángdì) | Таи-цунг 太宗 (Tàizōng)        | С’-ма Ји 司马昱 (Sīmǎ Yù)            | Сјен-ан (咸安)                                   | 371-372.                 |
| Цар Сјао-ву 孝武皇帝 (Xiàowǔ huángdì)    | Лије-цунг 晋烈宗 (Lièzōng)     | С’-ма Јао 司马曜 (Sīmǎ Yào)          | Нинг-канг (宁康) Таи-јуен (太元)                 | 373-375 376-396.         |
| Цар Ан 安帝 (Āndì)                       | нема                           | С’-ма Д’-цунг 司马德宗 (Sīmǎ Dézōng) | Лунг-ан (隆安) Јуен-сјинг (元兴) Ји-сји (义熙)   | 397-401 402-404 405-418. |
| Цар Гунг 恭帝 (Gōngdì)                   | нема                           | С’-ма Д’-вен 司马德文 (Sīmǎ Déwén)   | Јуен-сји (元熙)                                  | 419-420.                 |